# Synlestes selysi
Synlestes selysi là loài chuồn chuồn trong họ Synlestidae. Loài này được Tillyard mô tả khoa học đầu tiên năm 1917.